# Poinçon à tête de vipère
Cet article concerne le poinçon de l'Observatoire de Besançon. Pour le poinçon des manufactures de Besançon, voir Poinçon de Besançon.

Le tampon de certification reprenant le poinçon à tête de vipère.

Le poinçon à tête de vipère est une certification décernée par le service chronométrique de l'Observatoire de Besançon pour attester de la fiabilité des montres chronométriques (chronomètres).
Ce poinçon, dont la première pose remonte à décembre 1897, pouvait être obtenu après une série de tests de précision et de stabilité (position et température) sur plusieurs jours. L'expertise a été arrêté un temps à cause de l'apparition des montres à quartz dans les années 1970, mais cette certification proche de la norme ISO 3159 est de nouveau possible depuis 2007. Elle n'est généralement présente que sur les montres dit « de prestige » dont elle peut être considéré comme un gage de précision.
L'Observatoire de Besançon est, avec le Contrôle officiel suisse des chronomètres (COSC) et l'Observatoire de Glashütte en Allemagne, le seul à être habilité à donner le titre officiel de « chronomètre » à un produit.
Un poinçon, apposé sur la face visible du mouvement, ne peut être obtenu que si la précision en décalage de secondes par jour ne dépasse pas une perte de 4 et un gain de 6 secondes par jour. Il en existe cependant trois classe.
La raison du choix d'une tête de vipère n'est pas connu,.